# Khu công nghiệp Hòa Hiệp
Khu công nghiệp Hòa Hiệp là khu công nghiệp nằm trong khu kinh tế Nam Phú Yên, thuộc thị xã Đông Hòa, tỉnh Phú Yên, Việt Nam. Tổng diện tích là 770,5 ha. Dự án Khu công nghiệp Hòa Hiệp là dự án khu công nghiệp điểm đầu tiên được xem là "đòn bẩy" để phát triển công nghiệp ở Phú Yên, được Thủ tướng Chính phủ phê duyệt đầu tư vào tháng 8 năm 1998.

## Vị trí địa lý
Nằm ở phường Hòa Hiệp Trung, thị xã Đông Hòa, tỉnh Phú Yên  gồm 3 khu:
- KCN Hòa Hiệp 1: quy mô 101,5 ha;
- KCN Hòa Hiệp 2: quy mô 221 ha;
- KCN Hòa Hiệp 3: quy mô 448 ha.

Khu công nghiệp nằm cạnh khu dân cư với diện tích 113,7 ha.
Với những điều kiện thuận lợi:
- Cách Thành phố Tuy Hòa 8 km.
- Cách Quốc lộ 1 4 km; gần các điểm nối giữa QL.1 và đường đi Tây nguyên (QL 25, QL 29).
- Cách cảng Văn Phong 40 km, cảng Quy Nhơn 110 km, cảng Nha Trang 100 km.
- Cách Sân bay Tuy Hòa 2 km, ga đường sắt Phú Hiệp 0,7 km.

## Ngành nghề đầu tư
Nông - lâm - thủy sản, dệt, may mặc, giày da, vật liệu xây dựng chất lượng cao, điện tử, máy nông nghiệp và ngư lưới cụ, chế biến thực phẩm, thức ăn gia súc.